# Mieczysław Kałuża
Mieczysław Ludwik Kałuża (ur. 14 maja 1912 w Wieluniu, zm. 6 maja 1960 tamże) – major pilot Wojska Polskiego, kawaler Krzyża Srebrnego Orderu Wojennego Virtuti Militari.

## Życiorys
W latach 1933–1936 był słuchaczem Szkoły Podchorążych Lotnictwa w Dęblinie (IX promocja). Na stopień podporucznika został mianowany ze starszeństwem z 15 października 1936 i 22. lokatą w korpusie oficerów lotnictwa, grupa liniowa. Został wcielony do 6 pułku lotniczego we Lwowie i przydzielony do 64 eskadry liniowej na stanowisko obserwatora. W 1938 ochotniczo przenosi się do 213 eskadry bombowej z 1 pułku lotniczego. Do 217 eskadry bombowej trafia 23 czerwca 1939, w jej składzie zastaje go wybuch II wojny światowej.
W kampanii wrześniowej 1939 walczył jako pilot samolotu PZL.37 Łoś. 4 września pilotuje Łosia nr 72.115 podczas lotu przebazowującego na lotnisko Starawieś k. Węgrowa. Lot 7 września na Łosiu nr 72.118 (dowódca ppor. obs. Andrzej Wiśniewski) kończy się przedwcześnie z powodu uszkodzenia samolotu. W wyprawie 8 września bombarduje niemieckie oddziały pancerne znajdujące się na wschód od miejscowości Różan (skład załogi: ppor. obs. Adam Schultz, strzelcy kpr. Tadeusz Dudek i kpr. Tadeusz Kiełpiński).
W dniu 15 września 1939 o godz. 5:40 startuje z lotniska Wielick na rozpoznanie celów w obszarze Lublin–Kraśnik–Annopol na Łosiu nr 72.102 (załoga: por. obs. Jan Pawelski, strzelcy kpr. Tadeusz Dudek i kpr. Tadeusz Kiełpiński). Tuż po starcie, przelatując na wysokości ok. 500 metrów nad torem kolejowym Kowel–Łuck w okolicy osady Perespa – przy stacji kolejowej Antonówka k. Sarn zostaje zestrzelony przez polską artylerię przeciwlotniczą. Z całej załogi ratuje się tylko pilot. Według zeznań, lewy silnik Łosia załadowanego bombami został zapalony już pierwszą serią strzałów.
Przedostał się do Wielkiej Brytanii, gdzie wstąpił do RAF. Otrzymał numer służbowy 76649. W Anglii latał w dywizjonie 300, 307 i 305. Odbył trzy pełne tury lotów bojowych. W 1943 podczas odpoczynku operacyjnego był instruktorem. W marcu 1944 latał w załodze z porucznikiem radio–nawigatorem Zbigniewem Groszkiem. Jako dowódca eskadry „A” dowodził nią podczas słynnego lotu, w którym zniszczono bazę szkoleniową niemieckich sabotażystów w zamku Chateau Maulney nad Loarą. Od 10 października 1944 pełnił w dywizjonie funkcję dowódcy eskadry „B”. 23 stycznia 1946 przeniesiony do Blackpool. 
Po zakończeniu wojny wrócił do Polski. Pracował przez pewien czas w Oficerskiej Szkole Lotniczej w Dęblinie, a po zwolnieniu z wojska między innymi w służbie nawigacyjnej PLL LOT. Zmarł 6 maja 1960 w Wieluniu, gdzie też został pochowany na cmentarzu rzymskokatolickim przy ulicy 3 Maja. Z inicjatywy Towarzystwa Przyjaciół Wielunia park przy ulicy Wojska Polskiego otrzymał jego imię.

## Awanse
- podporucznik – 15 października 1936
- porucznik – ze starszeństwem z dniem 1 lutego 1939
- kapitan – 1 marca 1943
- major – ?

## Ordery i odznaczenia
- Krzyż Srebrny Orderu Wojennego Virtuti Militari nr 9096
- Krzyż Walecznych – czterokrotnie
- Distinguished Flying Cross